# Kiwa (företag)
Kiwa bildades i Nederländerna 1948 och är idag, enligt egen uppgift, ett av världens 20 största företag inom TIC, där TIC är de engelska orden Testing, Inspection och Certification. Koncernen har år 2021 5 500 anställda i över 35 länder i världen, främst i Europa, Asien och Latinamerika. Sedan juli 2021 är företaget en del av den nederländska koncernen SHV.
Verksamheten i Sverige har sitt ursprung i avregleringen av anläggningsprovningsverksamheten 1995 då den tidigare statliga monopolet blev SAQ Kontroll AB. Företaget erbjuder tjänster inom besiktning, provning, teknisk konsultation och utbildning samt certifieringar inom lantbruks-, livsmedels- och byggbranschen.  2021 sysselsätter verksamheten 800 personer på flera orter.
Verksamheten i Norge, Kiwa Teknologisk Institutt, består av före detta Teknologisk Institutt som förvärvades 2015 och då hade 200 medarbetare på olika kontor i Norge.

## Historik i Sverige
År 1995 avreglerade Sverige anläggningsprovningsverksamhet och Statens anläggningsprovning och Materialröntgen blev SAQ Kontroll AB. 1999 sålde svenska staten bolaget till Det Norske Veritas. I Finland gjordes motsvarande avreglering 1998 och Inspecta bilades. 2006 köpte Inspecta upp den del av Det Norske Veritas där den tidigare verksamheten i SAQ Kontroll AB ingick och Inspecta etablerade sig därmed på den svenska marknaden.
2005 köptes Inspecta av nederländska ACTA* och kom därmed att ingå i samma koncern som Shield Group och Kiwa. 2017 byttes varumärket i Sverige till Kiwa Inspecta och bolagens juridiska namn byttes i februari 2018.
2014 var Kiwa Sverige är ett av fyra godkända kontrollorgan som kontrollerar och certifierar ekologiska livsmedel i Sverige. De övriga var SMAK AB, HS Certifiering AB och Valiguard AB .
2019 förvärvades den svenska delen av FORCE Technology, ett bolag med verksamhet inom teknisk kontroll, besiktning, certifiering och verksamhetsutveckling. 2021 förvärvades Valiguard, ett företag som erbjuder revisioner och certifieringar inom området livsmedelssäkerhet - se även ovan.
I oktober 2021 ändrades koncernens bolagsnamn i Sverige så att namnet Inspecta tas bort.